# Ctenopelma karafutonis
Ctenopelma karafutonis là một loài tò vò trong họ Ichneumonidae.